# Bekah Costa
Bekah Costa, nome artístico de Rebecca Garcia Costa (Brasília, 16 de outubro de 1999) é uma cantora brasileira de música cristã contemporânea, de vertentes pop. Ficou conhecida por participar do Programa do Raul Gil, no quadro Jovens Talentos Kids, no SBT.
Lançou seu primeiro disco solo em 2013, de título Vivendo Milagres. Pela gravadora Prisma Brasil em 2025 os direitos da distribuição passou ser da gravadora Mult Media Entretenimento Brasil. Em 2015, lançou o segundo disco, pela gravadora Onimusic, de título Lugar Secreto, com produção musical de Daniela Araújo e Jorginho Araújo.

## Biografia e carreira

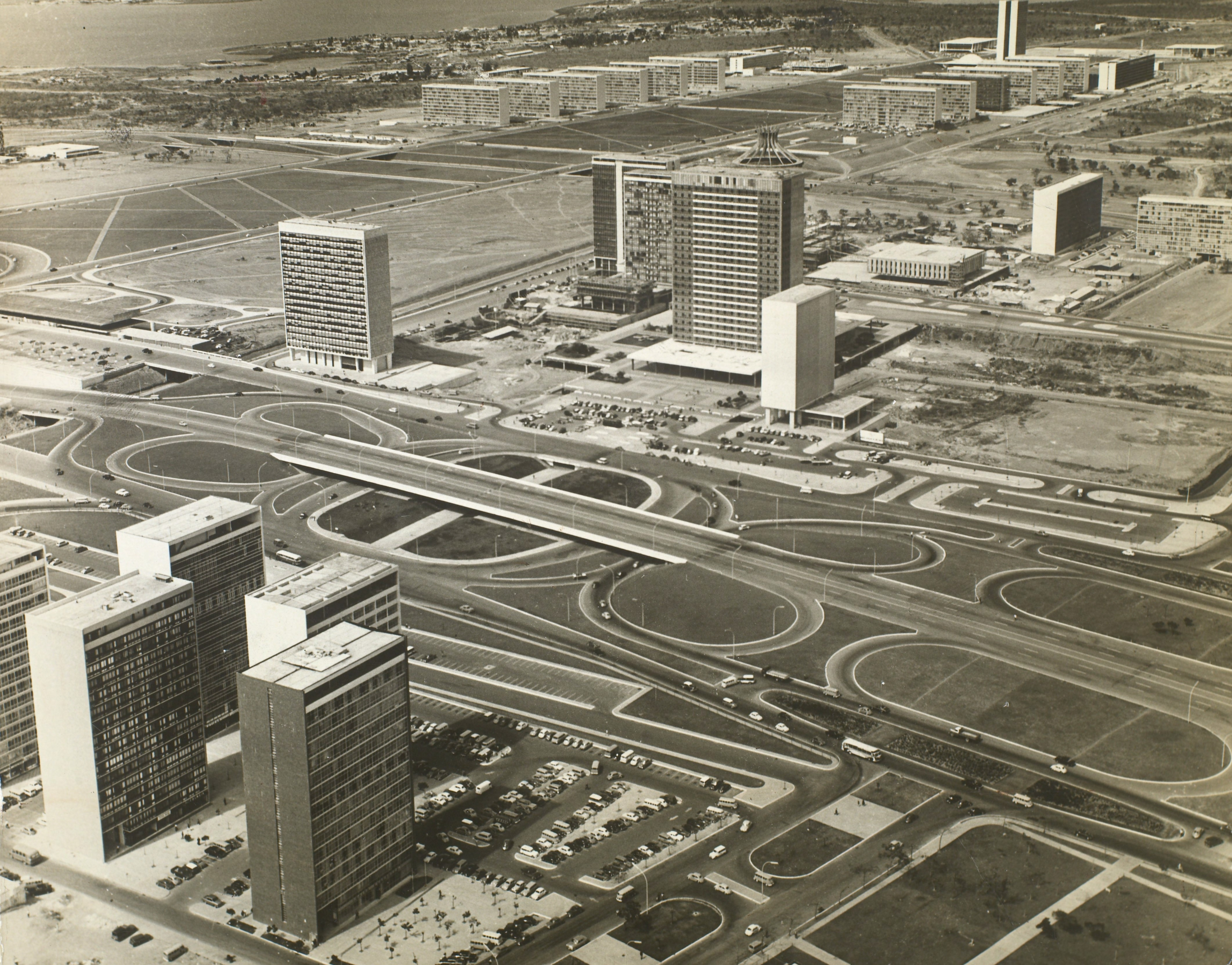
Brasília, cidade natal da cantora Bekah Costa.

Filha de um funcionário do setor de marketing da Infraero, Lourival José Costa, com uma secretária dos Correios, Isabel Cristina Garcia, Bekah Costa nasceu em uma família de músicos amadores, em Brasília, no Distrito Federal. Nas horas vagas, o pai era guitarrista e a mãe era regente de coral. Quando criança, Bekah já acompanhava as canções tocadas pelos pais. Entretanto, sua interação com a música se deu ainda bebê, quando aos oito meses foi diagnosticada com osteomielite aguda, infecção nos ossos que a deixou em coma por três semanas. Durante a internação, Lourival e Isabel colocavam músicas no quarto do hospital, como uma forma de tentar despertar a consciência da filha.
Com um medicamento internacional de alto custo e muitas cirurgias na perna esquerda, que teve o osso corroído e parou de crescer, ficando com dez centímetros de diferença da outra perna, a artista melhorou e teve alta do hospital e aprendeu a andar com uma órtese. Sete anos e quatro meses após o ocorrido, em 2009, ao voltar de um casamento, Bekah começou a cantar a canção "Recomeçar", de Aline Barros, o que encantou profundamente seu pai, que começou a filmar com o celular e depois postou o vídeo no Orkut, rede social mais popular da época. A gravação logo teve milhares de visualizações.
Devido a essa repercussão, começou a participar de programas de calouros, sendo, inclusive, finalista no quadro Jovens Talentos Kids do programa do Raul Gil, no SBT, em 2013, fato que a tornou mais conhecida ainda. No mesmo ano, gravou seu primeiro disco, o "Vivendo Milagres", que contém uma canção homônima e outras nove faixas, como "Seu Milagre Só Começou", "A Fé de Uma Menina", e "Eu Nunca Vou Deixar".
Com o sucesso, em sua adolescência ela teve que se desdobrar entre shows, gravações e escola. Estudante de colégio militar, a jovem dizia sentir dificuldades com a rotina em que muitas vezes chegava de madrugada de viagens e ainda ia estudar pela manhã, esforçando-se para conciliar tudo.
Em 2015, gravou um novo CD, intitulado "Lugar Secreto". Este também contém uma música homônima e outras nove canções, como "Tua Graça", que contou com a participação de Kivitz, "Louvai Ao Senhor" e "Deixa Ele Te Tocar".
Em janeiro de 2018, Bekah teve que amputar sua perna esquerda em razão de complicações decorrentes de uma nova infecção nos ossos do seu membro inferior. A cantora atribui toda essa história de luta contra a doença a um milagre divino, o que a levou a se dedicar ao gênero gospel.[carece de fontes?]“Nunca deixei de fazer absolutamente nada. E tenho a certeza de que tudo que passei foi para ser também bênção na vida de outras pessoas. Minha história, minhas lutas, minhas conquistas se tornaram causa e testemunho de como Deus me ama”, afirma.
Em 2020, realizou seu primeiro single, intitulado "Jesus", pela gravadora MK Music, com produção musical de Jorginho Araújo, irmão da renomada cantora gospel Daniela Araújo. É uma balada leve composta por Rodolfo Linhares em parceria com a própria Bekah e o produtor Jorginho. “Mesmo sem ainda sonhar que poderia assinar com a MK Music, comecei a gravar algumas músicas com meus amigos e acabei ouvindo essa canção só voz e violão. Trabalhamos a faixa, veio o contrato e ela tinha que ser a primeira a ser trabalhada dos três singles que já temos prontos! Porque essa é a mensagem que quero levar às pessoas: que Deus é um Deus grande, que nos ama e faz questão da gente”, compartilhou a artista.
Atualmente, seu canal oficial no Youtube, que contém clipes dos discos e vídeos de participações em programas, já tem mais de 345 mil inscritos e quase 43 milhões de visualizações.

## Discografia
| Ano  | Título           | Gravadora                                | Quantidade de faixas |
| ---- | ---------------- | ---------------------------------------- | -------------------- |
| 2015 | Lugar Secreto    | Onimusic                                 | 10                   |
| 2013 | Vivendo Milagres | Mult Media Entretenimento, Prisma Brasil | 10                   |

Single
| Ano  | Título | Gravadora |
| ---- | ------ | --------- |
| 2020 | Jesus  | MK Music  |

EP
| Ano  | Título         | Gravadora | Quantidade de faixas |
| ---- | -------------- | --------- | -------------------- |
| 2021 | Tudo Vem De Ti | MK Music  | 6                    |